# Hoegh Osaka
Die Hoegh Osaka ist ein 2000 bei Hashihama Zōsen (heute Tsuneishi Zōsen) im japanischen Tadotsu gebauter Autotransporter.

## Geschichte
Das Schiff wurde unter der Baunummer 1161 auf der Werft Hashihama Zōsen (heute Tsuneishi Zōsen) in Japan als Maersk Wind gebaut. Die Kiellegung des im November 1997 bestellten Schiffes fand am 3. Dezember 1999, der Stapellauf am 1. Mai 2000 statt. Die Fertigstellung des Schiffes erfolgte am 7. September 2000. Das Schiff ist eines von zwei baugleichen Schiffen. Die Maersk Wind wurde 2008 in Hoegh Osaka umbenannt.

### Havarie 2015

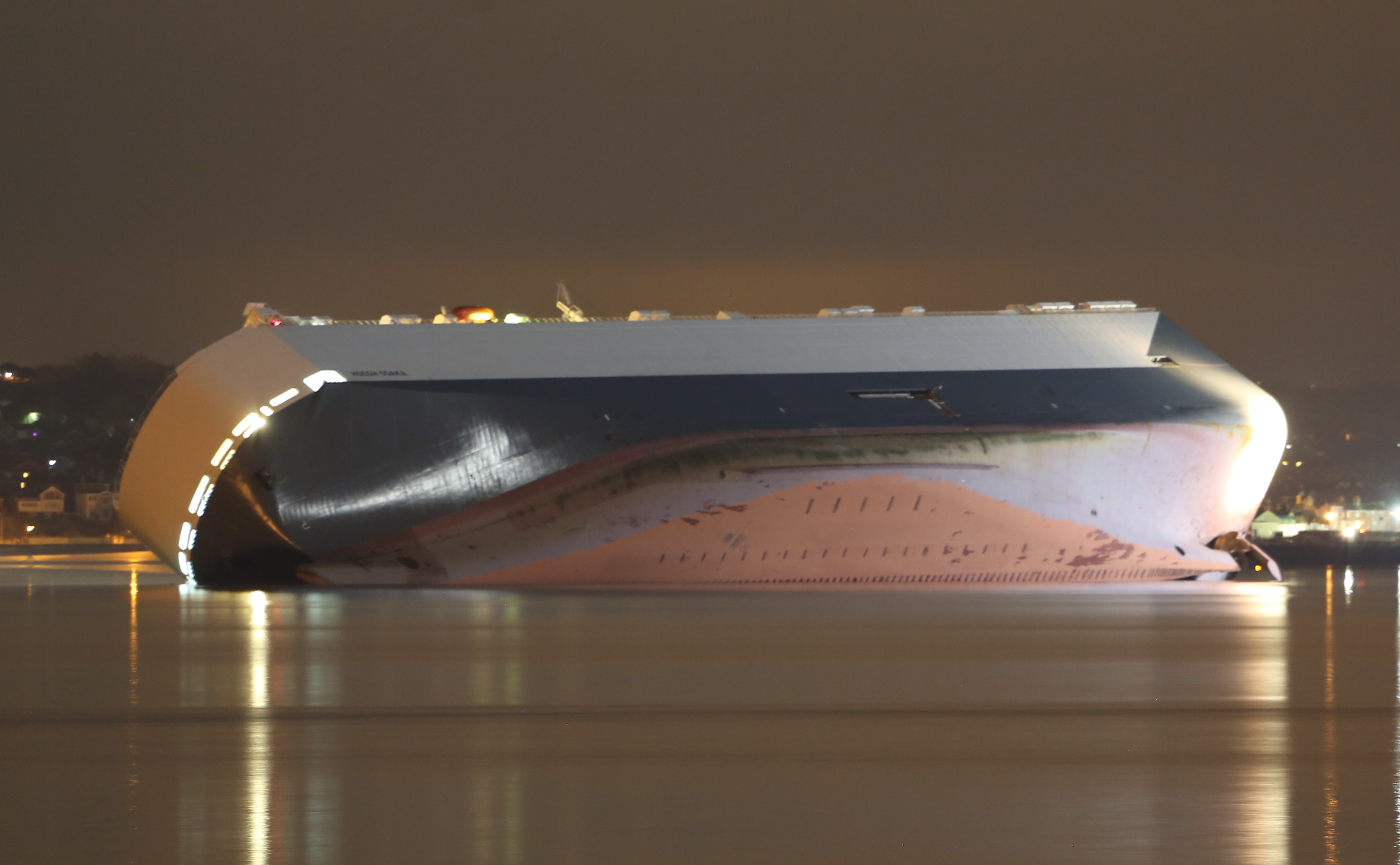
Die auf der Seite liegende Hoegh Osaka

Am 3. Januar 2015 gegen 21:30 Uhr (Greenwich Mean Time) lief die Hoegh Osaka im Solent vor der Isle of Wight auf eine Sandbank. Das Schiff befand sich mit einer Ladung von rund 1400 PKW, davon etwa 1200 Range Rover und Jaguar, auf dem Weg von Southampton über Bremerhaven in den Nahen Osten. Ebenso waren Nutz- und Schwerfahrzeuge sowie Baumaschinen geladen. Alle 24 Besatzungsmitglieder und der Lotse, der sich an Bord befand, konnten gerettet werden. Bei dem Zwischenfall wurden zwei Besatzungsmitglieder verletzt. Mehrere Schlepper versuchten, das Schiff zu stabilisieren. Auch Rettungshubschrauber und ein Rettungsboot waren vor Ort. Zeitweilig betrug die Schlagseite über 50 Grad. Nach Angaben der Reederei sei das Schiff aufgrund von Stabilitätsproblemen nach dem Auslaufen aus Southampton absichtlich auf Grund gesetzt worden, um ein Kentern im Fahrwasser zu verhindern. Das Schiff hatte den Hafen von Southampton bereits mit leichter Schlagseite verlassen.
Am 6. Januar 2015 schwamm das Schiff auf und wurde zur weiteren Untersuchung auf eine geeignete Position bei der Spitbank geschleppt. Nach vorbereitenden Arbeiten auf der Reede „A“ wurde die Schlagseite des Schiffes durch Überbordpumpen eingedrungenen Wassers und Umpumpen von Ballast auf rund fünf Grad reduziert. Am 22. Januar konnte das Schiff zu einem Liegeplatz in den Western Docks geschleppt werden wo es entladen wurde. Am 10. Februar verließ das Schiff den Hafen von Southampton aus eigener Kraft und wurde in Falmouth repariert. Am 20. Februar 2015 wurde es wieder in Fahrt genommen.

#### Seeunfalluntersuchung

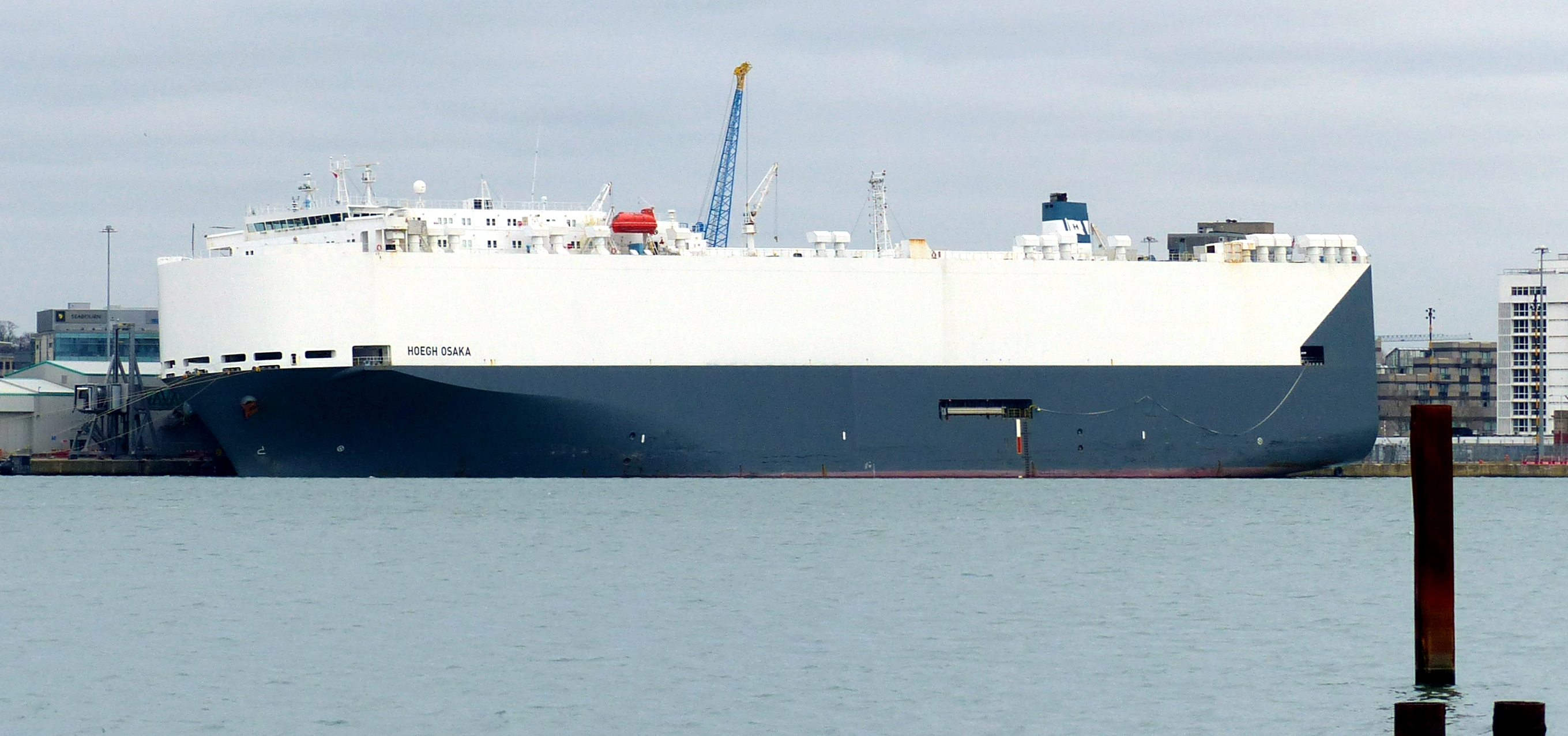
Die Hoegh Osaka am 25. Januar 2015 nach dem Zurückschleppen in den Hafen von Southampton

Die amtliche Seeunfalluntersuchung durch die Marine Accident Investigation Branch (MAIB) ergab, dass durch Nachlässigkeiten bei der Ladeplanung erhebliche Unterschiede zwischen dem theoretisch angenommenen und dem tatsächlichen Gewicht der Ladung auf den verschiedenen Decks bestanden. So wurde bei den in großer Anzahl auf den oberen Decks geladenen PKW-/SUV-Modellen Land Rover Discovery und Range Rover pauschal ein Schätzgewicht von 2,0 t pro Einheit im vorläufigen Stauplan angesetzt, obwohl die einzelnen Fahrzeuge bis zu 2,5 t wogen, was alleine eine Diskrepanz von 345,4 t verursachte. Vor dem Auslaufen wurde keine endgültige Stabilitätsberechnung anhand der tatsächlichen Gewichte der Ladung und der Verteilung auf die Decks durchgeführt.
Durch die Verteilung der Last auf die Decks lief das Schiff mit zu hoch liegendem Schwerpunkt aus Southampton aus, dem auch nicht rechtzeitig durch Ballasten entgegengewirkt wurde. Aufgrund der zu geringen Stabilität löste eine mit 12 kn gefahrene Backbordkursänderung an der West Bramble-Tonne die Schlagseite nach Steuerbord aus, wodurch sich – neben anderen kleineren Ladungsverschiebungen – auf Deck Nr. 6 ein schweres Ladegut (ein JCB-Raupenbagger) aus der Verzurrung löste und von innen ein Loch in die Außenhaut schlug, durch das Wasser eintrat. Ein losgerissenes Bauteil eines Brechers schlug ein Loch in das an sich wasserdichte Deck Nr. 6, worauf das eingedrungene Seewasser die tiefer liegenden Decks des Schiffes fluten konnte. Dies verstärkte die Schlagseite so stark, dass Propeller und Ruder aus dem Wasser kamen und das Schiff steuer- und antriebslos das Fahrwasser verließ und im Bereich Bramble Bank mit anhaltender starker Schlagseite auf Grund lief. Insgesamt drangen 2700 t Seewasser in das Schiff ein.
Von den 1450 geladenen Personenkraftwagen blieben 1075 unbeschädigt, 323 wurden leichter beschädigt und 52 erlitten einen Totalschaden. Bei den 183 geladenen Nutz- und Schwerfahrzeugen sowie Baumaschinen kam es zu 28 Totalschäden und 33 weniger schlimmen Schäden.

## Technische Daten
Der Antrieb des Schiffes erfolgt durch einen langsamlaufenden Achtzylinder-Dieselmotor des Herstellers Mitsubishi vom Typ 8UEC60LS, der über ein Getriebe auf einen Propeller wirkt.
Das Schiff verfügt über zwölf geschlossene Ladedecks für Fahrzeuge, die mit festen und beweglichen Rampen untereinander verbunden sind. Es sind zwei Laderampen vorhanden, eine mittschiffs steuerbordseitig und eine an der steuerbordseitigen Hälfte des Hecks. Die Heckrampe hat eine Tragfähigkeit von 100 Tonnen. Die Rampen führen auf das Hauptdeck Nr. 6, von dem aus die geladenen Fahrzeuge über die Rampen zwischen den Decks auf die weiteren Decks verteilt werden. Neun der Decks sind fest eingebaut, während die Decks Nr. 5, 7 und 9 beweglich sind und je nach Art der Ladung (hohe Fahrzeuge) abgelassen oder angehoben werden können, um eine optimale Ausnutzung des Stauraumes zu erzielen. Die Decks Nr. 4, 6 und 8 sind verstärkt ausgeführt und haben eine größere Durchfahrtshöhe, damit können sie für die Beladung mit Schwerfahrzeugen verwendet werden.